# Kleopatra 1.
Kleopatra 1. Syra (oldgræsk: Κλεοπάτρα Σύρα, ca. 215–176 f.Kr.) var en prinsesse fra Seleukiderriget og ved ægteskab dronning af det ptolemeiske Egypten da hun blev gift med Ptolemaios 5. Epifanes. I 187 f.Kr. blev hun udnævnt til Vesir. Da hendes mand døde i 180 f.Kr., herskede hun på vegne af sin søn Ptolemaios 6. Filometor indtil hun døde.